# 2010年金馬國際影展
2010年金馬國際影展是在2010年11月4日至11月18日，於臺灣的台北舉辦。該年度是「金馬國際影展」30周年。

## 簡介
參展影片如下：
- 林書宇《星空》

經典重現影片如下：
- 斯坦利·库布里克《鬼店》
- 路易斯·布努埃尔《特莉絲坦娜》

## 外部連結
- 金馬國際影展（页面存档备份，存于）